# Blackpool Airport

i7
i11
i13
Blackpool Airport (IATA-Code: BLK, ICAO-Code: EGNH) ist ein Flughafen in Lancashire im Vereinigten Königreich. Er trägt den Namen der nördlich angrenzenden Stadt Blackpool, liegt jedoch auf dem Stadtgebiet von Lytham St Annes.

## Geschichte
Der Flughafen Blackpool wurde 1909 eröffnet. Während des Zweiten Weltkrieges nutzte die Royal Air Force die Anlage unter dem Namen RAF Squires Gate. Im Laufe der Zeit wurde der Flughafen ausgebaut, so dass er heute noch als Verkehrsflughafen besteht. 2009 feierte er sein 100-jähriges Bestehen.
Der Flughafen Blackpool wurde zum 15. Oktober 2014 geschlossen, nachdem sich kein Investor fand.
Ab 2015 bis zu deren Insolvenz 2017 flog die Airline Citywing den Flughafen wieder an.

## Zwischenfälle
Am 29. Juni 1972 verunglückte eine HFB 320 der Inter City Flug (Kennzeichen D-CASY) bei dem Versuch, vom Flughafen zu starten. Die Verriegelung des Höhenruders war vor dem Start nicht gelöst worden, wodurch die Maschine nicht abheben konnte. Bei sehr hoher Geschwindigkeit wurde der Start abgebrochen. Das Flugzeug überrollte das Startbahnende und eine Bahnlinie und kam in einem Ferienlager zum Stillstand. Sieben der acht Insassen wurden getötet.

## Flugziele
| Fluggesellschaft | Zielflughafen | Flugform   |
| ---------------- | ------------- | ---------- |
| Aer Arann        | Dublin        | Linienflug |